# Yiğit İncedemir
Yiğit İncedemir (ur. 9 marca 1985 w Izmirze) – turecki piłkarz występujący na pozycji pomocnika.

## Kariera klubowa
İncedemir zawodową karierę rozpoczynał w 2002 roku w İzmirsporze z 1. Lig. W tych rozgrywkach zadebiutował 24 sierpnia 2002 roku w wygranym 3:1 pojedynku z Şekersporem. 9 lutego 2003 roku w przegranym 1:4 spotkaniu z Konyasporem strzelił pierwszego gola w 1. Lig. W 2003 roku odszedł do zespołu Karşıyaka SK, także grającego w 1. Lig. Jego barwy reprezentował przez 4 lata, a potem został graczem Adany Demirspor z 2. Lig. Spędził tam rok.
W 2008 roku İncedemir podpisał kontrakt z Manisasporem (1. Lig). W 2009 roku awansował z nim do Süper Lig. W tych rozgrywkach zadebiutował 9 sierpnia 2009 roku w zremisowanym 0:0 spotkaniu z Eskişehirsporem. 22 stycznia 2011 roku w wygranym 4:2 pojedynku z Karabüksporem zdobył pierwszą bramkę w Süper Lig. W 2012 roku przeszedł do Karabüksporu. W 2015 roku trafił do Sivassporu. Grał również w Fatih Karagümrük.

## Kariera reprezentacyjna
İncedemir jest byłym reprezentantem Turcji U-15, U-18 oraz U-19. W pierwszej reprezentacji Turcji zadebiutował 17 listopada 2010 roku w przegranym 0:1 towarzyskim meczu z Holandią.